# Панагюрско съкровище
Панагюрското златно съкровище е тракийски, античен, златен комплект съдове, състоящ се от девет съда с общо тегло 6,164 кг. Открито е на 8 декември 1949 г. на 2 км от гр. Панагюрище от Павел, Михаил и Петко Георгиеви Дейкови.
Смята се, че комплектът е принадлежал на владетел на племето одриси от края на IV и началото на III в. пр.н.е. и е бил използван за религиозни церемонии. В стила и украсата му се съчетават тракийски и елински влияния.
Състои се от 9 златни предмета – една фиала, една амфора-ритон и седем ритона. Подобни съдове от благороден метал са символи на социален статут и са използвани при ритуални действия на тракийските жреци. Представянето на богове и герои, на глави с негроидни черти, свещени животни и митологични същества през античността има ритуална функция – те трябва да пречистят течността и да пазят участващите в ритуала.

## Съдове

### Амфора-ритон
Височина 29 см, диамерър 14 см, тегло 1695,25 г, инвентарен № 3203. Амфората е с бордюри по устието, с гладка шия, отделена от богато украсеното тяло с пояс от овули, под който минава фриз от преплетени палмети и лотосови цветове. Дръжките на амфората имат форма на изправени кентаври; предните им крака са опрени в ръба на амфората, а задните преминават в канелирани дръжки. Отворите за пиене са предадени във вид на негърски глави.
Тялото на амфората е без поставка/крак. Широк фигурален фриз, разделен на две части от двукрила врата на антична сграда. Представени са три композиционни сцени. Централната представя четирима тичащи към вратата воини, а един дава сигнал за нападение. В облеклото и въоръжението личат доста подробности. Втората сцена представя двама души в спокойна поза, по-възрастният държи в ръцете си неясен предмет, а младежът го наблюдава. Допуска се, че е представено гадаене по черен дроб. Изобразеното върху тялото на съда може да се тълкува като „Седемте срещу Тива“ или като празнично шествие, може да се постави в контекста на тракийската вяра като ритуален танц пред храм и/или като врата към „Отвъд“. Върху отделеното с палметна линия дъно на амфората има две сцени: Силен с бръшлянов венец, държащ двойна флейта и кантарос, и борбата на бебето Херакъл със змиите. Центърът е запълнен от петлистна розета.

### Фиала
Височина 3,5 см, диаметър 25 см, тегло 845,7 г. Фиалата е плитка, със заоблени стени и профилиран устиен ръб. Около полусферичното умбо (издатината в центъра) са разположени концентрични пояси с релефна позитивна украса откъм външната страна. Най-напред има бордюр от малки розети, после венец от 24 жълъда, следват три фриза с уголемяващи се африкански глави – общо 72.
Под ръба на устието са записани буквени означения за теглото на съда по тегловните стандарти на град Лампсак (разположен на Малоазийския бряг на Дарданелите). На гърлото е гравирана стойността на фиалата – 200 статера ½ драхма и един обол по монетната система на града.
Златото, от което е направена фиалата, се отличава по състав от това на ритоните.

### Ритонспротомена козел
Височина 14 см, диаметър 9 см, тегло 439,05 г. Разширяващото се устие с издаден навън профилиран ръб, украсен с жълъден фриз. По-надолу фигурален фриз: в центъра на композицията Хера седи на трон и държи в дясната си ръка фиала, а с лявата краищата на наметало/було, преметнато около главата. Вляво и вдясно – Артемида и Аполон с лък в ръка. Зад тях – Нике с разперени крила. Боговете са изобразени статуарно и не са обединени в общо действие; имената им са гравирани до главите им.
Долният край преминава в протоме на козел с извити рога. Протегнатите напред крака предават стремително движение. Главата и рогата са моделирани точно и прецизно, очите се пластично моделирани. Отверстието е между изпънатите крака на животното.

### Ритон с глава на елен
Височина 13,5 см, диаметър 8,8 см, тегло 674,6 г. Долната част е с форма на глава на елен с големи, разклонени рога. Отворът за пиене е в средата на долната устна. Дръжката – лъв с лапи върху устието; в основата ѝ – женска глава. Рогът е скъсен и изцяло покрит с релефно фигурално изображение. Седящият Парис във фригийска носия държи овчарска гега в лявата ръка. Издигнал е дясната, за да покаже, че е направил избора си коя е най-хубавата от трите богини. Те са наредени около него: до него на трон седи Хера, вляво седи Атина с меч и шлем. На другата страна – Афродита със сияещо лъчезарно лице, защото е спечелила състезанието, загръща с ръка мантията си. Парис е означен с първоначалното си име „Александър“. Имената на богините също са гравирани.

### Ритонс глава на елен
Височина 12,5 см, диаметър 8,8 см, 689 грама. Долната част е с форма на глава на елен с големи, разклонени рога; отворът за пиене е в средата на долната устна (както и предишния).
Дръжката е покрита с вертикални канелюри. Горният ѝ край е оформен като лъвска фигура, а в долния има глава на жена.
На фриза са изобразени две симетрично разположени митологични сцени: Тезей в борба с Критския бик в Маратонската равнина и Херакъл с Керинейската кошута. Единствено върху този ритон няма надписи с имената на участниците, но за орфическата вяра сцените са пределно ясни – чрез елинската иконография и мит са кодирани ценностните изпитания на царя-жрец.

### Ритонс глава на овен
Вис. 12,5 см, диам. 8,5 см, 505,05 грама. Същата форма като (д). Свършва в полуфигура на коза. Козината се състои от гъст ред гравирани, концентрични кръгове. Върху фриза на рога се разпознава седящият Дионис, който държи скиптър в ръка. До него седи нимфата Ериопа. Двете имена са гравирани. От двете страни – танцуващи менади с тромпети и тирсове.

### Антропоморфна кана-ритон
Височина 20,5 см, широчина 12,1 см, максимален диаметър 8,36 см, тегло 387,5 грама. Съдът е оформен като женска глава с шлем, който се извива нагоре над челото, оставя ушите открити и се спуска върху шията. 
Шлемът е богато украсен. Челната му част е със сложен гравиран орнамент, който вероятно представлява стилизиран образ на Дървото на живота. От двете страни на шлема има два клекнали релефни орлови грифона. Между тях – гравирана палмета. Лицето има правилни черти. Къдравата коса излиза изпод шлема и пада върху врата, увреден при изкопаването. В началото на врата – лъвска глава. Дръжката на ритона е четириъгълна, с форма на канелирана колона, върху която седи сфинкс с разперени крила. Предните му лапи са върху ръба на устието. Тялото на сфинкса е украсено с палмета. Съдът има тясно устие, извито навън, и късо гърло, преминаващо в горния край на шлема.
Предполага се, че главата е на амазонка или на богиня Атина.
Височина 21,5 см, широчина 13,3 см; максимален диаметър 10,5 см; тегло 460,75 грама, инвентарен № 3200.
Съдът е с ниска шийка, стеснена в средата, украсена в основата си с бордюр от овули и перли. Дръжката е покрита с вертикални канелюри и върху нея е моделиран сфинкс.
Тялото на ритона е с форма на женска глава. Косата е прибрана на тила с тънко було, прикрепено над челото и украсено със звездички и вълнообразни линии. Лицето е кръгло, с правилни черти, леко деформирано. Предполага се, че очите са били инкрустирани, но инкрустацията липсва. Към огърлицата на шията е прикрепена лъвска глава.
Образът на жената е определян като амазонка, Афродита или Хера.

### Антропомофна кана-ритон
Вис. 22,5 см, шир. 13,5 см, макс. 10,3 см, 466,75 грама, инвентарен № 3201.
Съдът е с ниска шийка, стеснена в средата, украсена в основата си с бордюр от овули и перли. Дръжката е покрита с вертикални канелюри и върху нея е моделиран сфинкс. Едното крило на сфинкса липсва. Както и при другата каничка, косата е прибрана на тила с тънко було, прикрепено над челото и украсено със звездички и вълнообразни линии; инкрустацията на очите също не е запазена; на шията има огърлица, към която е прикрепена лъвска глава. Образът на жената е определян като амазонка, Афродита или Хера.
В трите антропоморфни ритони разликите, които индивидуализират трите женски глави, са малки. Шлемът свързва женската глава с Атина, другите две могат да се сравнят с Хера и Афродита от ритона с отсъждането на Парис.

## Галерия
- Изображения на амфората ритон
- Изображения по дъното на амфората ритон